# Колесбург (Ајова)
Колесбург (енгл. Colesburg) град је у америчкој савезној држави Ајова. По попису становништва из 2010. у њему је живело 404 становника.

## Демографија
Према попису становништва из 2010. у граду је живело 404 становника, што је -8 (-1.9%) становника више него 2000. године.
| Група             | 2000.        | 2010.       |
| Белци             | 412 (100.0%) | 396 (98,0%) |
| Афроамериканци    | 0 (0,0%)     | 0 (0,0%)    |
| Азијати           | 0 (0,0%)     | 4 (1,0%)    |
| Хиспаноамериканци | 0 (0,0%)     | 0 (0,0%)    |
| Укупно            | 412          | 404         |